# Gare des Moulineaux - Billancourt
Les Moulineaux
La gare des Moulineaux - Billancourt est une ancienne gare ferroviaire française de la ligne de Puteaux à Issy-Plaine (ligne des Moulineaux), devenue une station de tramway de la ligne 2 du tramway d'Île-de-France (ligne T2). Elle est située sur le territoire de la commune d'Issy-les-Moulineaux, à proximité de Boulogne-Billancourt, dans le département des Hauts-de-Seine, en région Île-de-France.
La gare est mise en service en 1887. Fermée en 1993 pour permettre la conversion en tramway de la ligne, elle rouvre en 1997. Son bâtiment voyageurs, reconverti en habitation, est la seule gare isséenne qui a gardé, en 2022, son bâtiment voyageurs d'origine.
Devenue une station de tramway de la Régie autonome des transports parisiens (RATP) et renommée Les Moulineaux, elle est desservie par les rames de la ligne T2.

## Situation ferroviaire
L'ancienne gare ferroviaire des Moulineaux - Billancourt est située au point kilométrique (PK) 18,528 de la ligne de Puteaux à Issy-Plaine (dite « ligne des Moulineaux »), entre les gares du Bas-Meudon et d'Issy-Plaine.
La station de tramway des Moulineaux est située sur la ligne 2 du tramway d'Île-de-France (ligne T2), entre les stations Meudon-sur-Seine et Jacques-Henri Lartigue.

## Histoire

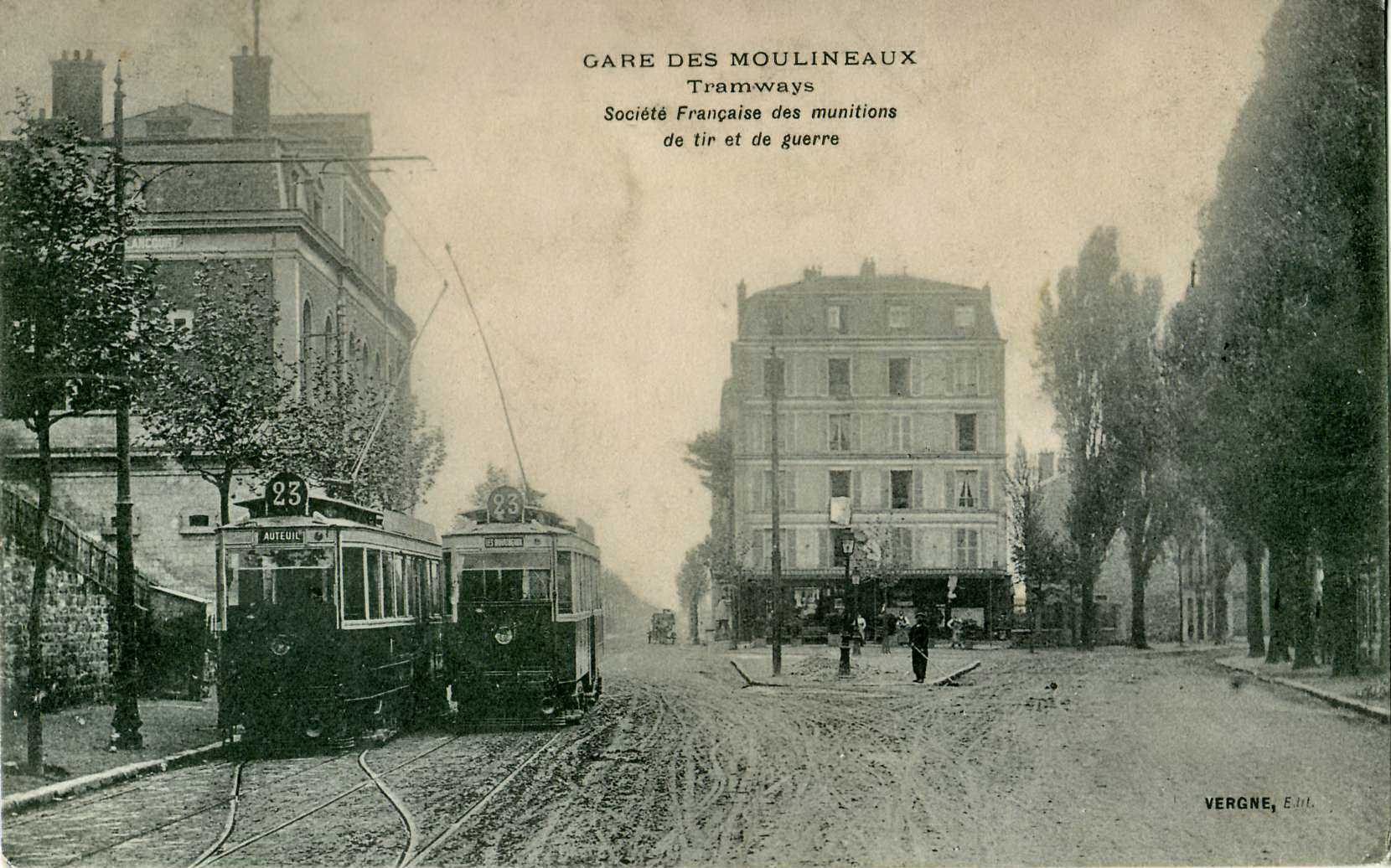
La gare des Moulineaux - Billancourt était en correspondance avec la ligne de tramway no 23 de la STCRP.

La gare des Moulineaux - Billancourt a été en fonction sur la ligne de Puteaux à Issy-Plaine de 1889 à 1993, puis fermée et transformée en une station de tramway, ouverte en 1997.
Lors de la création de la ligne des Moulineaux, mise en service en 1889, la gare des Moulineaux - Billancourt est ouverte afin d'assurer la desserte d'Issy, qui compte alors douze mille habitants et de nombreux emplois industriels. Elle est à ce titre la gare la plus ancienne de la commune.
Celle-ci juge la gare néanmoins insuffisante pour la desservir, ce qui conduit à la mise en service des gares d'Issy-Plaine et d'Issy - Ville pour desservir les quartiers du Val-de-Seine et des Moulineaux, le premier en particulier ayant une vocation industrielle.
En 1993, la fermeture de la ligne des Moulineaux intervient afin d'opérer les travaux de conversion de cette dernière en ligne de tramway, entraînant également la fermeture de la gare. Lors de la réouverture en 1997 de la ligne en tant que ligne T2, la gare des Moulineaux - Billancourt, désormais une station de type tramway, voit sa dénomination raccourcie en Les Moulineaux.

## Service des voyageurs

### Accueil

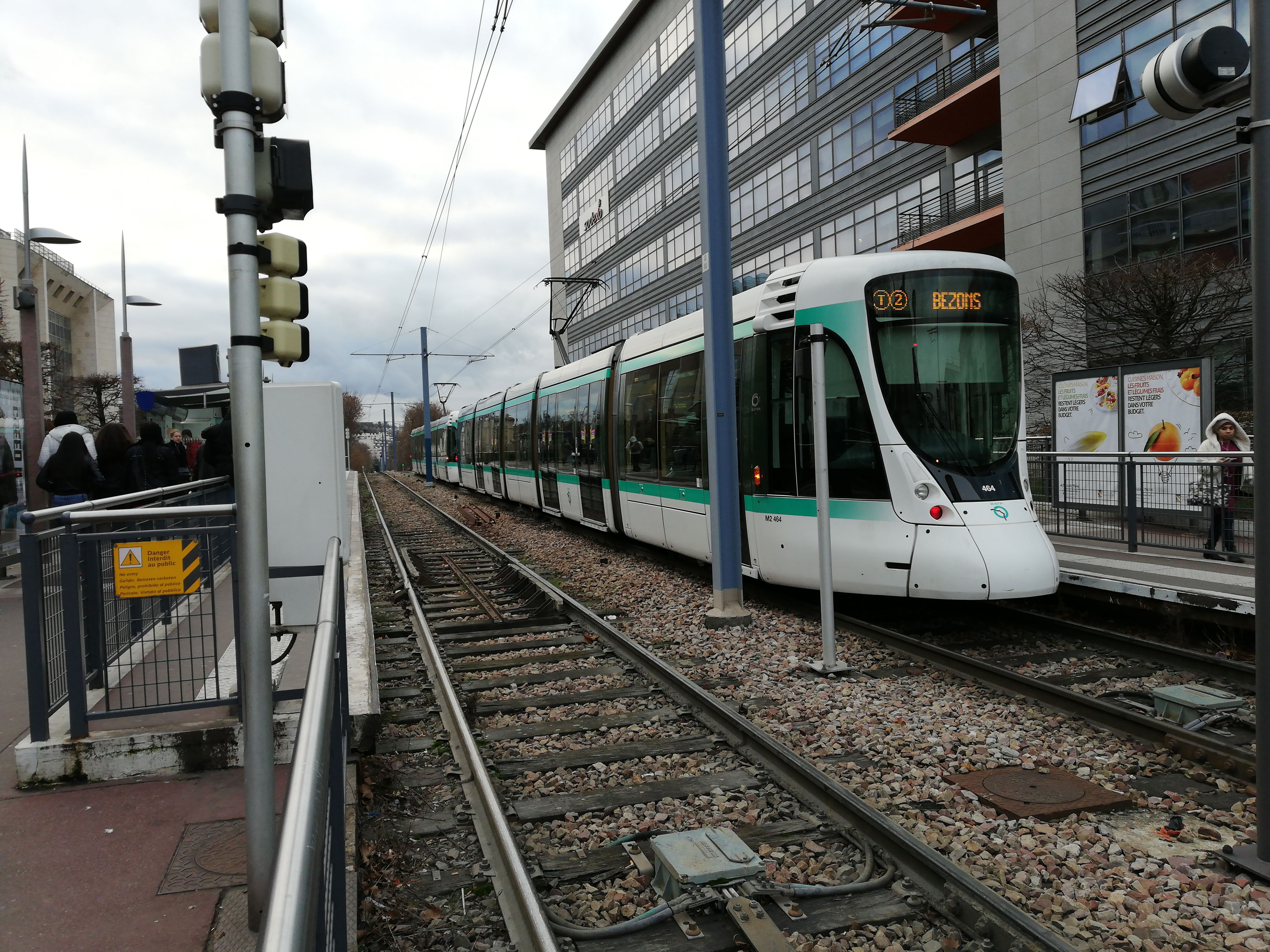
Un Citadis 302 en unités doubles en direction de Pont de Bezons s'arrête à la station.

La station de tramway, en remblai, est équipée d'abris sur chacun des quais et d'automates pour l'achat de titres de transport. L'accès se fait au travers d'escaliers et de rampes pour les personnes à mobilité réduite. Un abri à vélos est aussi disponible. Le passage d'un quai à l'autre se fait à niveau, à l'extrémité est de la station.

### Desserte
Elle est desservie par les tramways de la ligne T2, à raison d'un tramway toutes les quatre à douze minutes.

### Intermodalité
La station est desservie par la lignes 123, 260, 289 et 389 du réseau de bus RATP. Le service de bus gratuit TUVIM dessert également la station.